# Выгороженный Ключ
Выгороженный Ключ — деревня в Нижнекамском районе Татарстана.
Находится в 25 км от Нижнекамска. Население (по состоянию на 2020 год) — около 130 человек.

## История
Основана в 1920-х годах.
Первоначально находилась в Шингальчинской волости Челнинского кантона Татарской АССР.
С 10 августа 1930 года входило в состав Шереметьевского, с 1 февраля 1963 года — Челнинского, с 12 января 1965 года — Нижнекамского района.